# Marco Papa
Pour les articles homonymes, voir Papa.
Marco Papa est un pilote de vitesse moto italien, né le 16 mars 1958 à Pérouse et mort le 9 septembre 1999 sur l'autoroute italienne A4 en Italie.

## Biographie
Il a participé à 96 Grands Prix de 1980 à 1999 mais sans jamais monter sur un podium.
 Il meurt lors d'un accident sur le circuit de Vallelunga en Italie en 1999.
 Son meilleur résultat mondial, une 13e place lors des Championnats du monde de vitesse moto 500 cm3 en 1990.

## Palmarès
- Grand Prix moto d'Australie 1990 : Honda 500 cm3, 10e
- Grand Prix moto de France 1990 : Honda 500 cm3, 9e
- Grand Prix moto de France 1991 : Honda 500 cm3, 13e
- Grand Prix moto de Malaisie 1991 : Honda 500 cm3, 9e
- Grand Prix moto de Saint-Marin 1991 : Cagiva 500 cm3, 12e
- Grand Prix moto de vitesse du Mans 1991 : Honda 500 cm3, 13e